# Тапири
Тапири (Tapiridae) су породица сисара из реда копитара (Perissodactyla). У сродству су са носорозима, зебрама и коњима.

## Опис
Изгледом подсећају на свиње. Имају издужену, покретну њушку (кратку сурлу). Кратка, оштра длака им прекрива тело.
Дугачки су око 2 метра, високи око 1 метар у раменима и достижу масу од 150 до 300 килограма. На предњим ногама имају четири, а на задњим три прста. Дању спавају, а ноћу траже храну.

## Исхрана
Тапири су биљоједи. Хране се травом, лишћем и воћем.

## Станиште
Живе у тропским пределима Азије и Јужне Америке. Влажне тропске шуме у близини воде су им погодна станишта, где проводе и највећи део свог времена.

## Класификација
Постоје 4 савремене врсте тапира, три у Јужној Америци и једна у Азији. У прошлости су били распрострањени широм Северне хемисфере, али су се данас одржали само у ова два међусобно удаљена дела света.
| Слика | Научно име                          | Уобичајено име                                                                        | Дистрибуција | Напомене                                   |
| ----- | ----------------------------------- | ------------------------------------------------------------------------------------- | --- | ------------------------------------------ |
|       | Tapirus bairdii (Gill, 1865)        | бердов тапир (назива се и централноамерички тапир)                                    | Мексико, Централна Америка и северозапад Јужне Америке                                                                      | Укључује кабомани тапир (Tapirus kabomani) |
|       | Tapirus terrestris (Linnaeus, 1758) | бразилски тапир (назива се и бразилски тапир или низијски тапир)                      | Венецуела, Колумбија и Гвајана на северу до Бразила, Аргентина и Парагвај на југу, до Боливије, Перуа и Еквадора на западу. |                                            |
|       | Tapirus pinchaque (Roulin, 1829)    | планински тапир (назива се и вунасти тапир)                                           | Источне и централне планине Кордиљера у Колумбији, Еквадору и крајњем северу Перуа.                                         |                                            |
|       | Tapirus indicus Desmarest, 1819     | малајски тапир (такође се назива азијски тапир, оријентални тапир или индијски тапир) | Индонезија, Малезија, Мјанмар и Тајланд                                                                                     | Могу се сврстати у Acrocodia               |

Кабомани тапир је у једном тренутку препознат као још један живи члан рода, али се сада сматра да се припада унутар T. terrestris.

## Еволуција
Tapirus се први пут појавио у касном миоцену у Северној Америци, а Tapirus webbi је можда најстарија позната фосилна врста.
Tapirus се проширио у Јужну Америку и Евроазију током плиоцена. Претпоставља се да тапири који су насељавали Северну Америку током касног плеистоцена могу бити изведени од јужноамеричке врсте која је ремигрирала на север, можда Tapirus cristatellus.
Тапири су претрпели изумирање великих размера на крају плеистоцена и потпуно су изумрли северно од јужног Мексика.

### Фосилне врсте
- †Tapirus arvernensis Croizet & Jobert, 1828
- †Tapirus augustus Matthew & Granger, 1923 - раније Megatapirus
- †Tapirus californicus Merriam, 1912
- †Tapirus copei Simpson, 1945
- †Tapirus cristatellus Winge, 1906
- †Tapirus greslebini Rusconi, 1934
- †Tapirus johnsoni Schultz et al., 1975
- †Tapirus lundeliusi Hulbert, 2010
- †Tapirus merriami Frick, 1921
- †Tapirus mesopotamicus Ferrero & Noriega, 2007
- †Tapirus oliverasi Ubilla, 1983 - неважећа[10][11]
- †Tapirus polkensis Olsen, 1860
- †Tapirus rioplatensis Cattoi, 1957
- †Tapirus rondoniensis Holanda et al., 2011
- †Tapirus sanyuanensis Huang & Fang, 1991[12]
- †Tapirus simpsoni Schultz et al., 1975
- †Tapirus sinensis Owen, 1870[12]
- †Tapirus tarijensis Ameghino, 1902
- †Tapirus veroensis Sellards, 1918
- †Tapirus webbi Hulbert, 2005

## Галерија
- Тапир Зоолошки врт у Хјустону